# Райтвайн
Райтвайн (нем. Reitwein) — община в Германии, в земле Бранденбург.
Входит в состав района Меркиш-Одерланд. Подчиняется управлению Лебус. Население составляет 459 человек (на 31 декабря 2016 года). Занимает площадь 23,80 км².

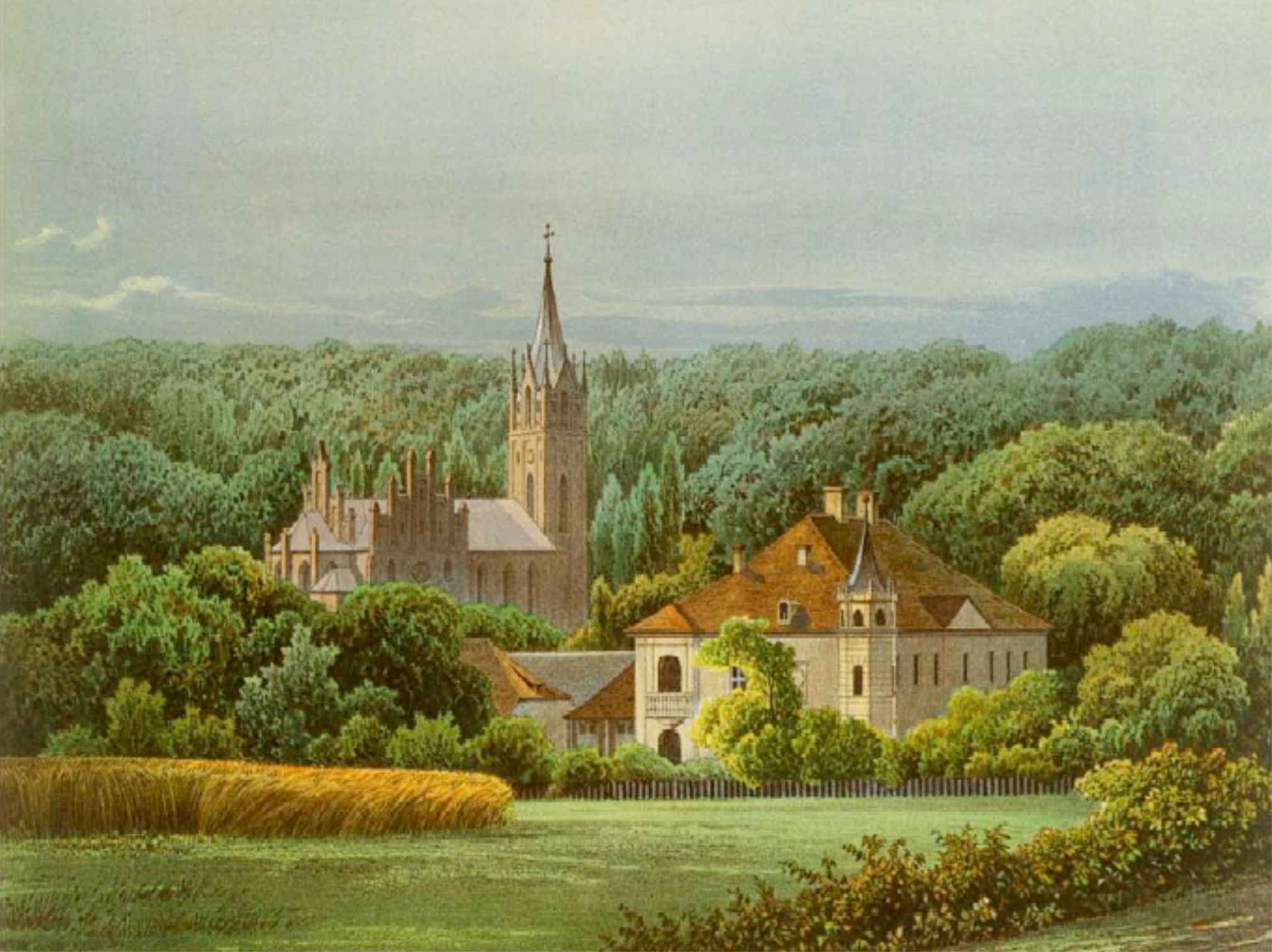
Церковь в Райтвайне. XIX век.

## Достопримечательности
- Советское военное кладбище в Райтвайне